# Surallah
Surallah est une localité de la province de Cotabato du Sud, aux Philippines. En 2015, elle compte 84 539 habitants.